# English Water Spaniel

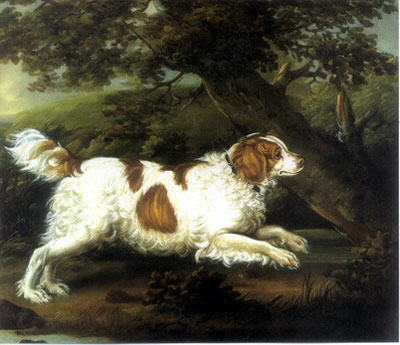
English Water Spaniel dog ut under senare delen av 1800-talet.

English Water Spaniel är en utdöd hundras från England. English Water Spaniel var en av flera lokala typer av brittiska vattenspanielar. Det sista exemplaret registrerades hos brittiska The Kennel Club 1886. Den användes som vattenapporterande hund.